# Eaubonne
Pour les articles ayant des titres homophones, voir Aubonne et Eaux-Bonnes.
Cet article possède des paronymes, voir Obón et O-Bon.
Eaubonne est une commune française située dans le département du Val-d'Oise, en région Île-de-France. Ses habitants sont appelés les Eaubonnais.
Rapidement urbanisée au XXe siècle avec la vogue des lotissements puis des grands ensembles, sa population fut multipliée par dix en un siècle et transforma la commune en ville de banlieue résidentielle conjuguant quartiers populaires et quartiers pavillonnaires.
Avec 25 607 habitants au dernier recensement de 2021, c'est l'une des plus importantes communes du Val-d'Oise et de la vallée de Montmorency.

## Géographie

### Localisation
La commune est située au cœur de la vallée de Montmorency, à environ 12 km au nord-ouest de Paris. Elle jouxte les communes d'Ermont, Saint-Prix, Montlignon, Margency, Andilly, Soisy-sous-Montmorency et Saint-Gratien.

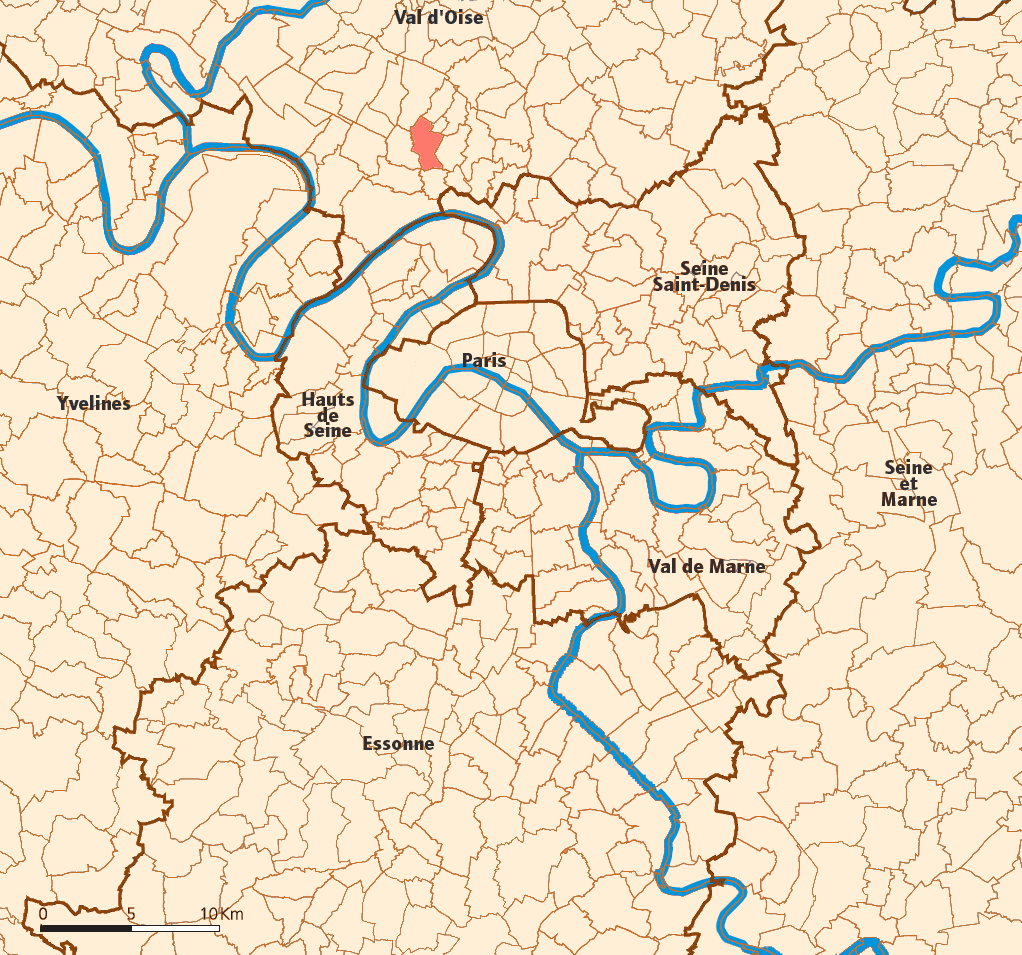
Position dans la grande couronne parisienne.

Contrairement aux villes voisines, tels que Montmorency ou Montlignon, Eaubonne demeure malgré certaines parties de la ville, une commune assez modeste comme peut l’être Ermont ou Saint-Gratien.

### Communes limitrophes
| Saint-Prix | Montlignon, Margency | Andilly                |
| Ermont     | Eaubonne             | Soisy-sous-Montmorency |
|            | Saint-Gratien        |                        |

### Hydrographie
Le territoire communal est traversé sur toute sa longueur du nord au sud-est par un petit cours d'eau : le ru d'Enghien en majeure partie souterrain, qui correspond également au nord à sa limite orientale avec Margency. 

D'une longueur de 14,2 kilomètres, il prend sa source en forêt de Montmorency au nord de la commune et se jette dans la Seine après avoir traversé, canalisé pour l'essentiel, les territoires de Montlignon, Margency, Enghien-les-Bains et Épinay-sur-Seine et alimenté l'étang de la Chasse, en amont en forêt, puis les étangs du parc de Maugarny (en limite de Montlignon et Margency), ceux du parc de Bury à Margency et le bassin de retenue des Moulinets à Eaubonne. Il se dirige ensuite vers le lac d'Enghien en aval.
La commune est alimentée en eau par la station de traitement de Méry-sur-Oise, gérée par la société Veolia Environnement. L'eau potable à Eaubonne est de très bonne qualité bactériologique, contenant peu de nitrates, étant peu fluorée et devenue relativement peu calcaire depuis la mise en place de la nanofiltration en 1999 à l'usine de distribution. L'eau distribuée est d'origine superficielle, provenant de la filtration des eaux de l'Oise,.

### Climat
Pour des articles plus généraux, voir Climat de l'Île-de-France et Climat du Val-d'Oise.
En 2010, le climat de la commune est de type climat océanique dégradé des plaines du Centre et du Nord, selon une étude du CNRS s'appuyant sur une série de données couvrant la période 1971-2000. En 2020, Météo-France publie une typologie des climats de la France métropolitaine dans laquelle la commune est dans une zone de transition entre le climat océanique et le climat océanique altéré et est dans la région climatique Sud-ouest du bassin Parisien, caractérisée par une faible pluviométrie, notamment au printemps (120 à 150 mm) et un hiver froid (3,5 °C).
Pour la période 1971-2000, la température annuelle moyenne est de 11,5 °C, avec une amplitude thermique annuelle de 15,5 °C. Le cumul annuel moyen de précipitations est de 656 mm, avec 10,4 jours de précipitations en janvier et 7,9 jours en juillet. Pour la période 1991-2020, la température moyenne annuelle observée sur la station météorologique la plus proche, située sur la commune de Bonneuil-en-France à 12 km à vol d'oiseau, est de 12,1 °C et le cumul annuel moyen de précipitations est de 616,3 mm,. Pour l'avenir, les paramètres climatiques de la commune estimés pour 2050 selon différents scénarios d'émission de gaz à effet de serre sont consultables sur un site dédié publié par Météo-France en novembre 2022.

## Urbanisme
En 1766, Joseph Florent Le Normand de Mézières (1719-1793), commissaire aux guerres et seigneur d'Eaubonne, confie à Claude Nicolas Ledoux (1736-1806) la conception d'un projet d'urbanisme ambitieux, qui est partiellement réalisé et structure l'organisation du village :  tracé orthogonal des rues, château, pavillons de garde, maisons vigneronnes...
En 1900, la plupart des champs et marécages au sud de la commune (entre le centre et la gare) sont déjà lotis. C'est alors que les différents domaines d'Eaubonne sont à leur tour touchés par la pression urbaine. Un premier lotissement, bâti sur le parc de la Grille Dorée apparaît dès 1903. Puis c'est le tour du parc Goguel (ou de la Cour Charles) au centre du village. De nombreuses voies sont tracées, dont l'actuel boulevard de la République marque l'axe principal.
Puis un autre parc est loti, celui du Petit-Château en 1926, puis c'est progressivement tous les parcs d'Eaubonne qui seront lotis. Les derniers espaces libres à la fin des années 1950 et durant les années 1960, vers les Bussys et le Mont d'Eaubonne (à la limite de Soisy-sous-Montmorency), sont à leur tour occupés par des ensembles d'immeubles à l'architecture caractéristique de l'époque. L'arrivée de la ligne C du RER en septembre 1988 provoque également une vague d'urbanisation remplaçant de nombreux pavillons par des immeubles. L'arrivée de la liaison ferroviaire directe de Paris-Saint-Lazare à Ermont-Eaubonne est effective depuis fin août 2006. Elle fait d'Eaubonne une des rares villes d'Île-de-France accessible à partir de trois réseaux ferrés différents.

### Typologie
Au 1er janvier 2024, Eaubonne est catégorisée grand centre urbain, selon la nouvelle grille communale de densité à sept niveaux définie par l'Insee en 2022.
Elle appartient à l'unité urbaine de Paris, une agglomération inter-départementale regroupant 407  communes, dont elle est une commune de la banlieue,,. Par ailleurs la commune fait partie de l'aire d'attraction de Paris, dont elle est une commune du pôle principal,. Cette aire regroupe 1 929 communes,.

### Quartiers
La ville est officiellement divisée en cinq quartiers : Flammarion au nord-ouest, J.-J.. Rousseau au nord-est, Mont-d'Eaubonne au centre-est, Paul-Bert au sud (quartier de la gare) et Cerisaie - Jean-Macé à l'ouest (limitrophe d'Ermont).
Le quartier du Mont d'Eaubonne est classé en zone prioritaire avec les Dures Terres à l'ouest, le Bois Jacques mais aussi la résidence HLM de l'orangerie au centre (Georges V) qui a subi une réhabilitation au début 2015 pour cause d'insalubrité et saturation. Ce quartier est intégré au secteur du Mont d’Eaubonne[réf. nécessaire].
La ville est considérée comme « n’étant plus cosmopolite » par certaines parties des habitants du fait d’un communautarisme présent et « dérangeant » pour certains. (La gazette du Val d’Oise)

### Habitat et logement
En 2018, le nombre total de logements dans la commune était de 10 928, alors qu'il était de 10 335 en 2013 et de 10 096 en 2008.
Parmi ces logements, 93,9 % étaient des résidences principales, 0,9 % des résidences secondaires et 5,2 % des logements vacants. Ces logements étaient pour 39,4 % d'entre eux des maisons individuelles et pour 60,4 % des appartements.
Le tableau ci-dessous présente la typologie des logements à Eaubonne en 2018 en comparaison avec celle du Val-d'Oise et de la France entière. Une caractéristique marquante du parc de logements est ainsi une proportion de résidences secondaires et logements occasionnels (0,9 %) inférieure à celle du département (1,3 %) mais supérieure à celle de la France entière (9,7 %). Concernant le statut d'occupation de ces logements, 66,5 % des habitants de la commune sont propriétaires de leur logement (65,4 % en 2013), contre 56 % pour le Val-d'Oise et 57,5 pour la France entière.
| Typologie                                               | Eaubonne | Val-d'Oise | France entière |
| ------------------------------------------------------- | -------- | ---------- | -------------- |
| Résidences principales (en %)                           | 93,9     | 92,8       | 82,1           |
| Résidences secondaires et logements occasionnels (en %) | 0,9      | 1,3        | 9,7            |
| Logements vacants (en %)                                | 5,2      | 5,9        | 8,2            |

Les logements à Eaubonne sont en moyenne plus récents et plus vastes par rapport à la moyenne régionale.
En 1999, la ville comptait 9 723 logements dont 9 135 résidences principales. L’âge moyen du parc immobilier était alors plus faible que la tendance régionale, une forte majorité des logements datant des années 1950 et après : 55 % des résidences principales dataient de 1949 à 1974, contre 37,8 % en Île-de-France. Les constructions récentes (de 1990 à 1999) étaient très légèrement moins présentes que la moyenne de la région, et ce malgré le lancement de quelques programmes immobiliers : le territoire communal est en effet presque entièrement urbanisé et les constructions récentes ne peuvent être réalisées qu'après des démolitions. En 1999, 8,6 % des résidences principales dataient de 1990 ou après contre 9,1 % en Île-de-France. A contrario, les constructions antérieures à 1949 ne représentaient que 22,5 % du parc contre 33,7 % pour la moyenne régionale francilienne. La mise en œuvre de la ZAC de la gare d'Ermont - Eaubonne avec un vaste programme de constructions neuves devrait néanmoins abaisser encore l'âge moyen du parc immobilier de la ville.
Eaubonne est une ville constituée majoritairement de logements collectifs, mais comptant néanmoins un parc pavillonnaire non négligeable, et surtout constituée de propriétaires. Les résidences principales étaient réparties à 41,8 % en maisons individuelles et à 58,2 % en appartements (respectivement 26,9 % et 73,1 % dans la région). 64,9 % des habitants sont propriétaires de leur logement, contre 31,6 % qui ne sont que locataires (respectivement 44,3 % et 51,1 % dans la région),.
La commune est soumise à l'obligation légale de construction de 20 % de logements sociaux en vertu de la loi no 2000-1208 du 13 décembre 2000 relative à la solidarité et au renouvellement urbains. Avec 1 508 logements HLM soit 16,5 % du parc en 1999 (23,4 % également dans la région), la ville ne respecte pas les dispositions de la loi. On peut noter en outre que le nombre de logements vacants était très faible en 1999 avec 4,9 % du parc contre 8,1 % en moyenne régionale.
Les habitations se caractérisent par leur surface importante : une forte majorité compte quatre pièces et plus (56,4 %). Suivent les logements de trois pièces (29,7 %), puis 2 pièces (9,2 %). Les petits logements restent très minoritaires (studios : 4,7 %). 

La ville possède ainsi des logements assez conformes aux tendances franciliennes avec un parc globalement plus jeune mais néanmoins une nette sous-représentation des petites surfaces,.

### Voies de communication et transports

#### Voies de communication
La commune est facilement accessible à partir de l'autoroute A15, située à trois kilomètres et accessible directement grâce à l'avenue du Parisis, et se situe à environ quinze minutes des portes de Paris par la route.

#### Transports

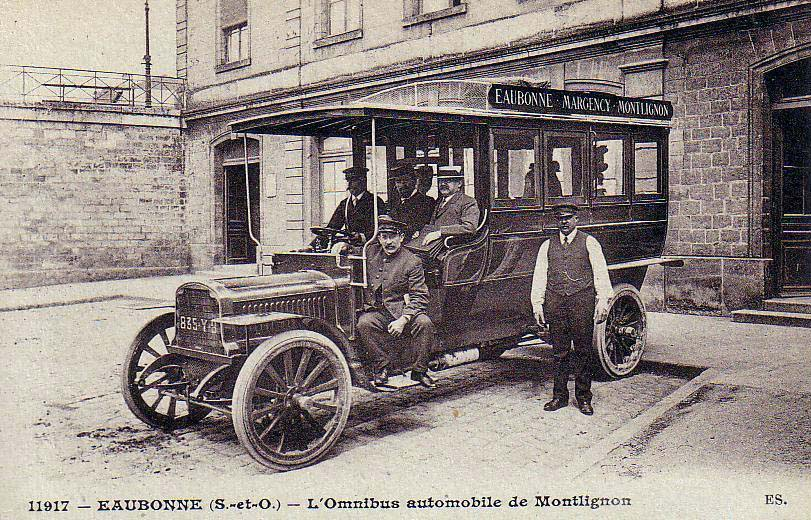
L'omnibus Eaubonne - Margency - Montlignon permettait aux habitants de prendre le train vers 1900.

Eaubonne est desservie par quatre gares, toutes situées sur les communes voisines et toutes en limite immédiate : la gare d'Ermont - Eaubonne, celle du Champ de courses d'Enghien, la gare d'Ermont Halte, et la gare de Gros Noyer Saint Prix.
La gare d'Ermont - Eaubonne est exceptionnellement bien desservie. Trois lignes ferroviaires y convergent : la  ligne H du Transilien Paris-Nord, la ligne J du Transilien Paris Saint-Lazare et la ligne C du RER.
La gare est desservie à raison :
- d'un train omnibus au quart d'heure en heures creuses et par 12 trains à l'heure en heures de pointe en provenance ou en direction de la gare du Nord. Il faut de 15 à 25 min de trajet vers Paris ;
- d'un train omnibus au quart d'heure en heures creuses et par 8 trains à l'heure en heures de pointe sur la ligne C du RER ;
- d'un train omnibus au quart d'heure en heures creuses et par 6 trains à l'heure en moyenne en heures de pointe en provenance ou en direction de la gare Saint-Lazare.

Elle possède également une importante gare routière, qui en fait un point de convergence dans la vallée de Montmorency. Elle est desservie par la ligne 138 de la RATP, par les lignes  1510, 1512 et 1514 du réseau de bus de la Vallée de Montmorency, par les lignes 30.11, 95.29, 38.01 et 38.04 du réseau de bus Val Parisis et ainsi de la ligne Noctilien N154.
La gare du Champ de courses d'Enghien, située au sud-est de la commune en limite de Soisy-sous-Montmorency, est desservie à raison d'un train omnibus au quart d'heure toute la journée (1 par demi-heure en fin de soirée) desservant également en direction de Paris les gares d'Enghien-les-Bains, La Barre - Ormesson, Épinay - Villetaneuse et Saint-Denis. Les trains sont directs entre Paris et la gare de La Barre - Ormesson aux heures de pointe.
La gare d'Ermont Halte dessert la partie Ouest de la commune d'Eaubonne. Il faut compter 22 à 25 minutes de trajet pour rejoindre la gare de Paris-Nord. L'accès à la gare Saint-Lazare se fait rapidement via la gare d'Ermont-Eaubonne.
La gare de Gros Noyer Saint Prix dessert la partie Nord-Ouest de la commune. Il faut compter 25 minutes de trajet pour regagner la gare de Paris-Nord.
La ville est aussi desservie par le TàD Eaubonne-Domont  reliant l'hôpital Simone Veil à la gare de Domont du lundi au samedi uniquement sur réservation ainsi que par la ligne 1527 du réseau de bus de la Vallée de Montmorency reliant l'hôpital Simone Veil à la gare de Garges - Sarcelles.

## Toponymie
Aqua bona, Yauebonne en 1293, Aubone.
Eaubonne, autrefois dénommée en bas latin Aqua Puta, eau purifiée puis Aqua Bona eau bonne, en raison de la qualité de son eau qui était appréciée des légions romaines.

## Histoire

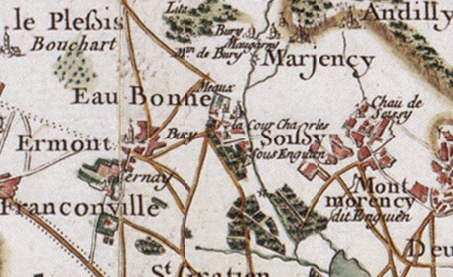
Eaubonne vers 1780 (carte de Cassini)...

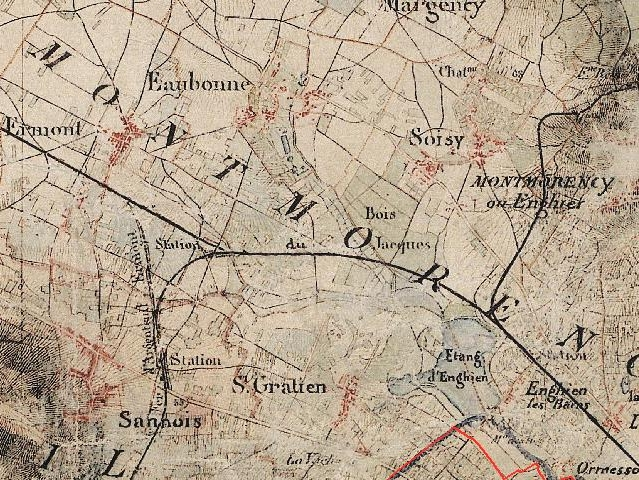
... et vers 1870, sur la carte d'état-major.

Occupé dès la période celtique, le lieu entre dans l'histoire avec la conquête romaine du pays en 54 av. J.-C. À cette période, plusieurs routes militaires sont construites, dont celle qu'on surnommera plus tard la chaussée Jules César qui relie Lutèce (Paris) à Juliobona (Lillebonne - près du Havre) et qui traverse le territoire de la commune. Le nom actuel de la ville apparaît pour la première fois dans l'histoire dans une charte du roi Dagobert en 635.
Propriété de l'abbaye de Saint-Denis, le fief devient une seigneurie des Montmorency à partir du XIe siècle puis des Condé au XVIIe siècle. Le village reste essentiellement rural et compte à peine 200 habitants au milieu du XVIIIe siècle. C'est alors que Joseph-Florent Le Normand de Mézières (1719-1793), commissaire aux guerres et promoteur, en devient le seigneur en 1762 et change en profondeur la physionomie du village. Il fait édifier un véritable ensemble urbain comprenant des châteaux, des pavillons des gardes, des rues, des maisons vigneronnes, le tout caractérisé par la régularité et la symétrie. Eaubonne devient alors un lieu de villégiature recherché. Comme on le voit par ses Confessions, Jean-Jacques Rousseau venait souvent à Eaubonne pour y visiter Madame d'Houdetot, dont il était amoureux sans pouvoir le lui dire.
Le village compte au XIXe siècle pas moins de quinze châteaux. La population ne cesse de croître à partir de cette époque, mais c'est surtout l'arrivée du chemin de fer en 1846 qui provoque une urbanisation rapide.

Eaubonne au tout début du XXe siècle
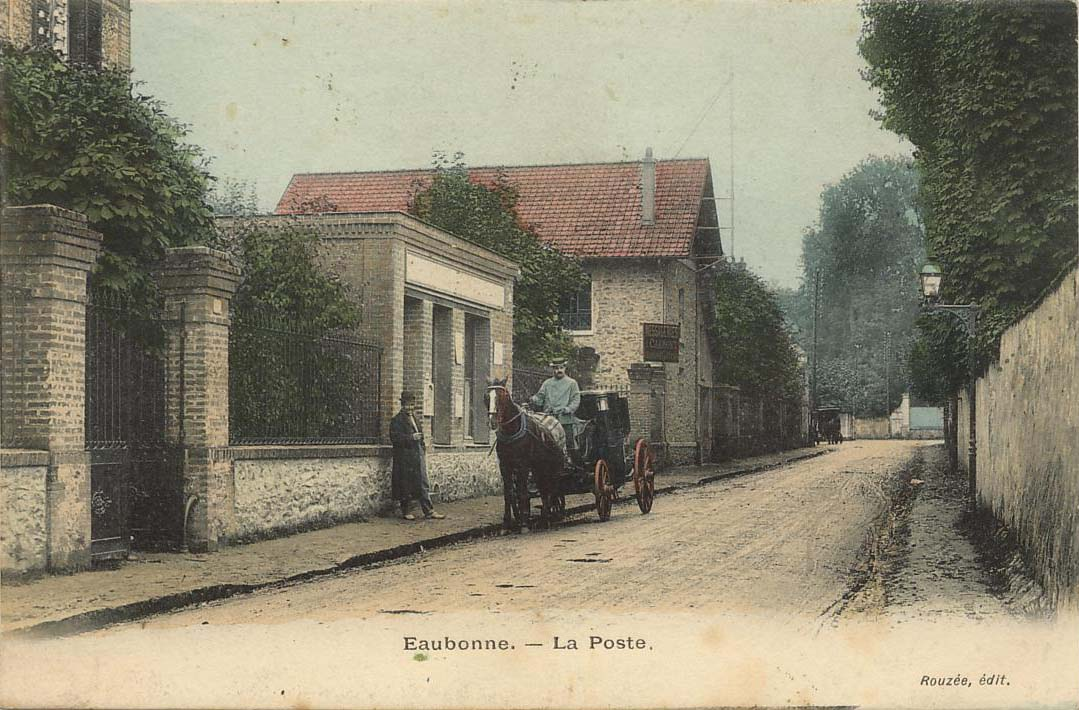
La Poste vers 1900.
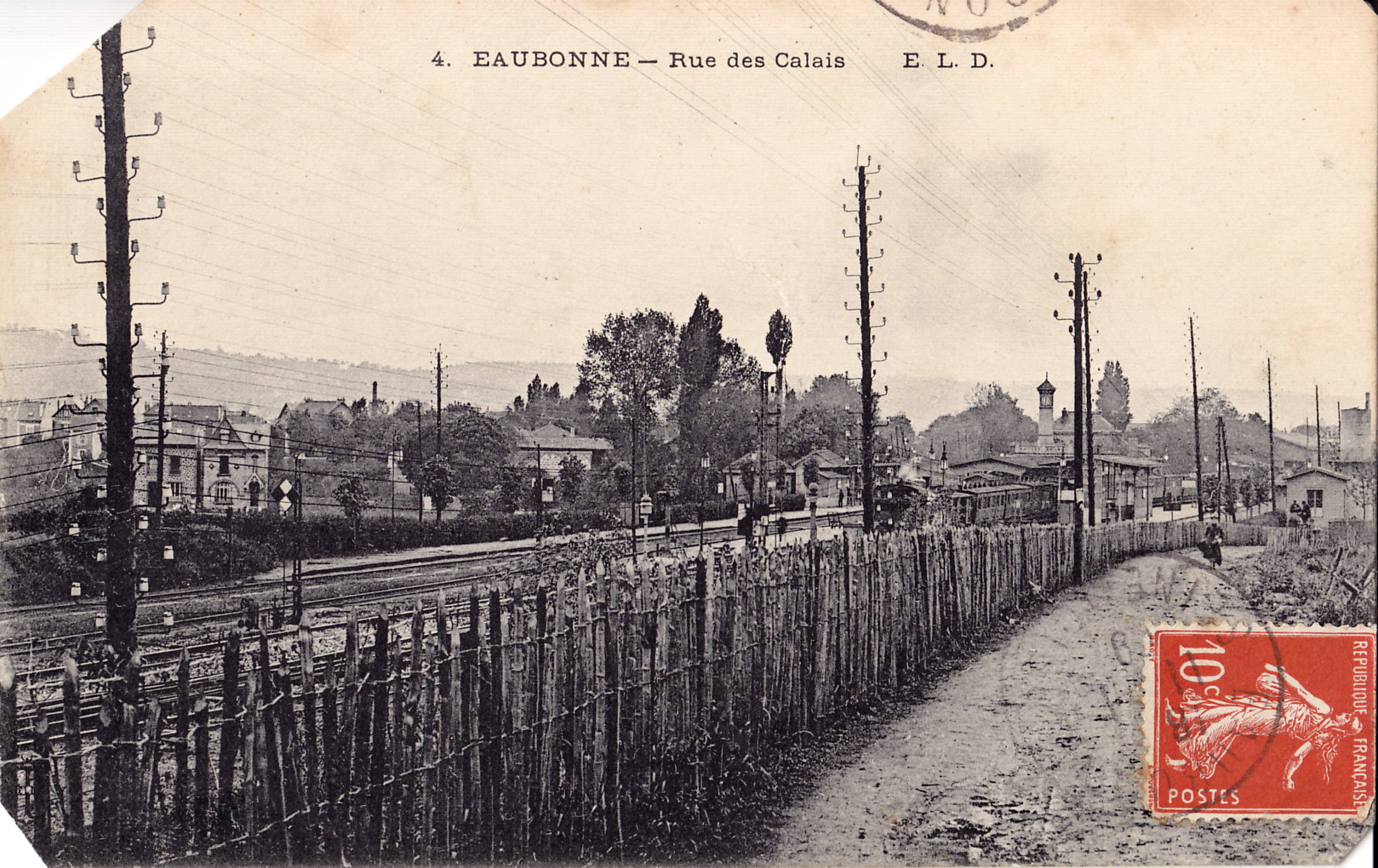
La rue des Callais et la gare, vers 1909.
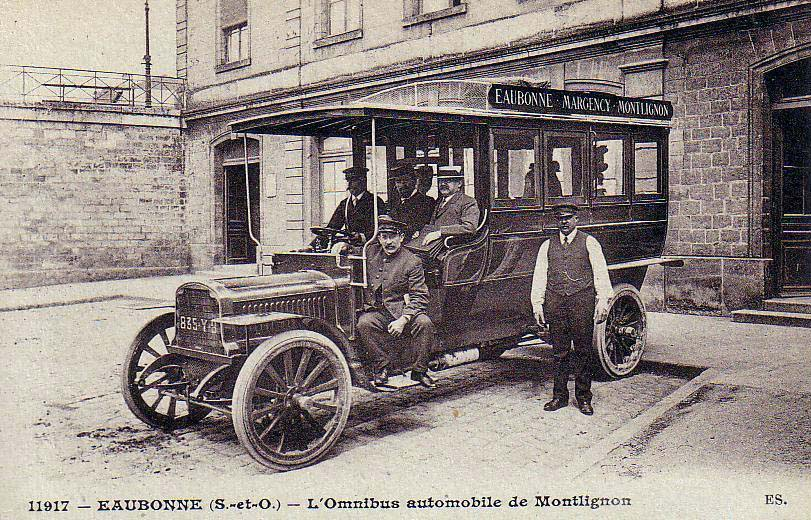
Omnibus automobile pour Montlignon en gare d'Ermont-Eaubonne.
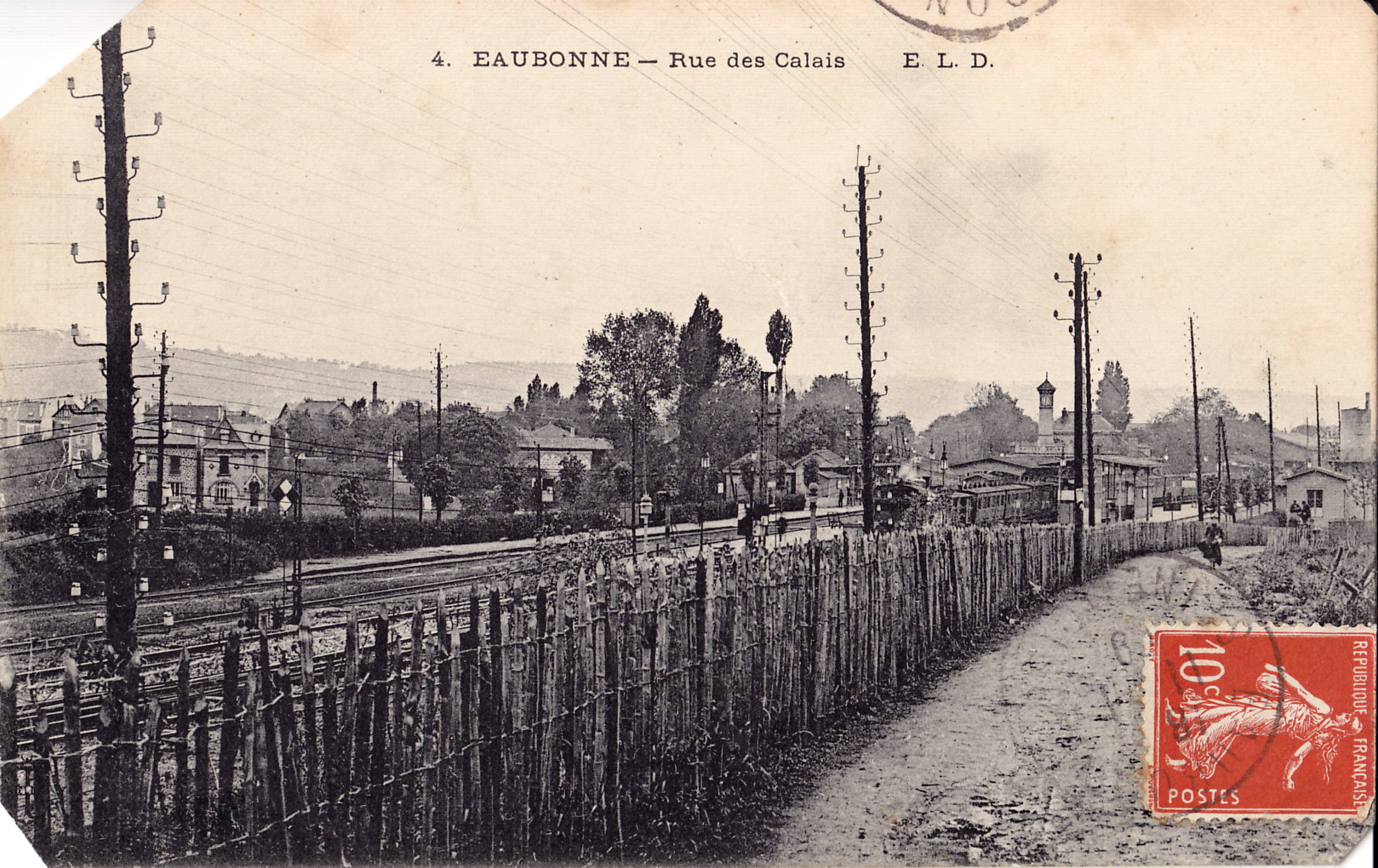
La rue des Calais et le chemin de fer.

## Politique et administration

### Rattachements administratifs et électoraux

#### Rattachements administratifs
Antérieurement à la loi du 10 juillet 1964, la commune faisait partie du département de Seine-et-Oise. La réorganisation de la région parisienne en 1964 fit que la commune appartient désormais au département du Val-d'Oise et à son arrondissement de Pontoise après un transfert administratif effectif au 1er janvier 1968.
Après avoir été intégrée de 1793 à 1815 au canton de Montmorency, puis de 1815 à 1931 au canton d'Enghien-les-Bains, année où elle rejoint le canton de Taverny de Seine-et-Oise. Lors de la mise en place du Val-d'Oise, la ville devient en 1967 le chef-lieu du canton d'Eaubonne. Dans le cadre du redécoupage cantonal de 2014 en France, cette circonscription administrative territoriale a disparu, et le canton n'est plus qu'une circonscription électorale.
Elle fait partie de la juridiction d’instance de Montmorency, et du Tribunal judiciaire ainsi que celle du  Tribunal de commerce de Pontoise,

#### Rattachements électoraux
Pour les élections départementales, la commune est membre depuis 2014 du canton d'Ermont
Pour l'élection des députés, elle fait partie de la quatrième circonscription du Val-d'Oise.

### Intercommunalité
Eaubonne était membre de la communauté d'agglomération Val-et-Forêt, un établissement public de coopération intercommunale (EPCI) à fiscalité propre créé fin 2003 et auquel la commune avait transféré un certain nombre de ses compétences, dans les conditions déterminées par le code général des collectivités territoriales.
Dans le cadre de la mise en œuvre de la loi de modernisation de l'action publique territoriale et d'affirmation des métropoles (loi MAPAM) du 27 janvier 2014, qui prévoit la généralisation de l'intercommunalité à l'ensemble des communes et la création d'intercommunalités de taille importante, cette intercommunalité a fusionné avec ses voisines pour former, le 1er janvier 2017, la communauté d'agglomération Val Parisis dont est désormais membre la commune.

### Tendances politiques et résultats
La ville a connu une double mandature socialiste entre 2001 et 2014, François Balageas ayant été élu en 2001 avec 39,69 % des voix au cours d'une triangulaire, face au candidat divers droite Hervé Lejeune (38,81 %) et à la liste dissidente de l'ancien maire André Petit (21,5 %). François Balageas a été élu conseiller général du Val-d'Oise lors des élections cantonales de 2004 dans le cadre d'un affrontement droite-gauche. En 2008 lors de l'élection municipale, François Balageas, à la tête de la liste de la majorité sortante de gauche, bat au second tour avec 52 % la liste de Claude Bodin (UMP), député de la 4e circonscription du Val-d'Oise. Cette élection est marquée par une abstention de près de 40 %. Lors des cantonales de 2011, avec un taux d'abstention de près de 56 %, François Balageas est réélu avec 66 % des voix à l'issue d'un duel PS-FN, la droite s'étant présentée désunie au premier tour.
Au référendum sur le traité constitutionnel pour l’Europe du 29 mai 2005, les Eaubonnais ont approuvé la Constitution européenne, avec 54,05 % de Oui contre 45,95 % de Non avec un taux d’abstention de 29,03 % (France entière : Non à 54,67 % ; Oui à 45,33 %). Ces chiffres sont contraires à la tendance départementale du Val-d'Oise (Non à 53,47 % ; Oui à 46,53 %) mais presque conformes aux résultats franciliens (Oui 53,99 % ; Non 46,01 %).
À l’élection présidentielle de 2007, le premier tour a vu arriver en tête Nicolas Sarkozy avec 35,27 %, suivi par Ségolène Royal avec 24,07 %, François Bayrou avec 22,12 %, Jean-Marie Le Pen avec 8,32 %, enfin Olivier Besancenot avec 3 %, aucun autre candidat ne dépassant le seuil des 2 %. Le second tour a vu arriver en tête Nicolas Sarkozy avec 56,55 % (résultat national : 53,06 %) contre 43,45 % pour Ségolène Royal (national : 46,94 %).
Lors des législatives qui suivent en 2007, Claude Bodin (UMP) arrive en tête avec 42,15 % au premier tour, suivi par Gérard Sebaoun (PS)avec 25,26 %, et le MoDem à 9,19 %.
Claude Bodin remporte facilement le Second tour avec 56,02 % des voix.
À l'élection présidentielle suivante de 2012, François Hollande arrive en tête au premier tour avec 29,97 % des suffrages exprimés, contre 29,91 % pour Nicolas Sarkozy, 13,55 % pour Marine Le Pen, 10,80 % pour François Bayrou, 9,86 % pour Jean-Luc Mélenchon, 2,43 % pour Eva Joly, et 1,80 % pour Nicolas Dupont-Aignan, les trois autres candidats ne franchissant pas la barre des 1 %. Au second tour, c'est le Président sortant Nicolas Sarkozy qui passe en tête avec 50,10 % des voix, contre 49,90 % pour son rival socialiste.
Lors des législatives de 2012, c'est Gérard Sebaoun (PS) qui devance Claude Bodin au premier tour avec 36,43 % contre 36,10 % pour ce dernier, le FN arrivant en troisième position avec 12,5 %. Le second tour est remporté par le socialiste avec 50,51 % des voix.
Aux municipales de 2014, la ville rebascule à droite : Grégoire Dublineau (UMP-UDI-MoDem-DLR) remporte les élections avec 58,30 % des voix contre 41,70 % pour le maire sortant François Balageas (PS-EELV-MRC). Comme en 2008, le scrutin est marqué par une abstention de 42 %.
Au premier tour cinq listes s'étaient affrontées. Grégoire Dublineau (UMP-Modem-DLR) était arrivé en tête avec 40,38 %, François Balageas (PS-EELV-MRC) second avec 35,27 %, Jean-Noël Sanchez (UDI) ensuite avec 11,74 %, Josée-Paule Dodeman (DVD) 7,78 % et Marc Schweitzer (FDG) 4,81 %.
Aux Européennes de 2014, l'UMP arrive en tête avec 22,50 % des voix contre 19,11 % pour le FN, 14,48 % pour le PS, 12,60 % pour l'UDI-MoDem, 8,47 % pour Europe Écologie Les Verts, 4,94 % pour le FDG et 4,54 % pour DLR. L'abstention s'établit à 55,58 %.
Lors du second tour des élections municipales de 2020 dans le Val-d'Oise, la liste PS menée par Marie-José Beaulande  remporte la majorité des suffrages exprimés, avec 2 248 voix (40,03 %, 25 conseillers municipaux élus dont 6 communautaires), devançant de 385 voix celle LR menée par le maire sortant, Grégoire Dublineau (1 863 voix, 33,17 %,	6 conseillers municipaux élus dont 2 communautaires.
Trois autres listes, celle de Corentin Le Fur  (DVD, 713 voix, 12,69 %), celle de Grégory Berthault (AEI-MCPA-GE-MHAN), 425 voix, 7,56 %) et celle de Catherine Dragin (LREM, 366 voix, 6,51%) ont obtenu respectivement deux, un et un siège(s) de conseiller municipal.
Lors de ce scrutin marqué par la pandémie de Covid-19 en France, 63,04 % des électeurs se sont abstenus,.

### Démocratie participative
Les cinq quartiers de la ville possèdent des conseils de quartier particulièrement actifs.[réf. nécessaire]

### Distinctions et labels
En 2003, la commune a reçu le label « Ville Internet @@ ».
Eaubonne détient en 2012 le label « ville fleurie » avec trois fleurs, attribué par le Conseil national des villes et villages fleuris de France au concours des villes et villages fleuris, en récompense des efforts de fleurissement de la commune.
Depuis 2016, Eaubonne détient également le label « ville active et sportive » avec un laurier.

### Jumelages
La ville est jumelée à :
 Matlock (Royaume-Uni) (Angleterre)

 Budenheim (Allemagne).

## Population et société

### Démographie
L'évolution du nombre d'habitants est connue à travers les recensements de la population effectués dans la commune depuis 1793. Pour les communes de plus de 10 000 habitants les recensements ont lieu chaque année à la suite d'une enquête par sondage auprès d'un échantillon d'adresses représentant 8 % de leurs logements, contrairement aux autres communes qui ont un recensement réel tous les cinq ans,.

En 2022, la commune comptait 25 934 habitants, en évolution de +3,07 % par rapport à 2016 (Val-d'Oise : +4 %, France hors Mayotte : +2,11 %).
| 1793 | 1800 | 1806 | 1821 | 1831 | 1836 | 1841 | 1846 | 1851 |
| ---- | ---- | ---- | ---- | ---- | ---- | ---- | ---- | ---- |
| 228  | 266  | 214  | 221  | 263  | 258  | 263  | 201  | 309  |

| 1856 | 1861 | 1866 | 1872 | 1876 | 1881 | 1886  | 1891  | 1896  |
| ---- | ---- | ---- | ---- | ---- | ---- | ----- | ----- | ----- |
| 337  | 402  | 546  | 530  | 736  | 839  | 1 130 | 1 086 | 1 394 |

| 1901  | 1906  | 1911  | 1921  | 1926  | 1931  | 1936  | 1946  | 1954   |
| ----- | ----- | ----- | ----- | ----- | ----- | ----- | ----- | ------ |
| 1 889 | 2 506 | 3 263 | 4 191 | 6 151 | 7 839 | 8 797 | 9 627 | 11 312 |

| 1962   | 1968   | 1975   | 1982   | 1990   | 1999   | 2006   | 2011   | 2016   |
| ------ | ------ | ------ | ------ | ------ | ------ | ------ | ------ | ------ |
| 14 607 | 22 278 | 23 668 | 22 227 | 22 153 | 22 882 | 23 640 | 24 300 | 25 161 |

| 2021   | 2022   | - | - | - | - | - | - | - |
| ------ | ------ | - | - | - | - | - | - | - |
| 25 373 | 25 934 | - | - | - | - | - | - | - |

### Enseignement
Eaubonne relève de l'académie de Versailles. Les écoles de la commune sont gérées par l’inspection générale de l'inspection départementale de l’Éducation nationale d'Eaubonne (4, rue de Soisy). La circonscription fait partie du bassin d'éducation et de formation d'Enghien-les-Bains.
Quatorze établissements scolaires public[Quand ?]s dispensent l'enseignement à Eaubonne : cinq écoles maternelles, cinq écoles primaires, deux collèges et un lycée. La commune accueille également une école privée catholique et un centre de formation des apprentis de la Chambre de métiers.

### Culture

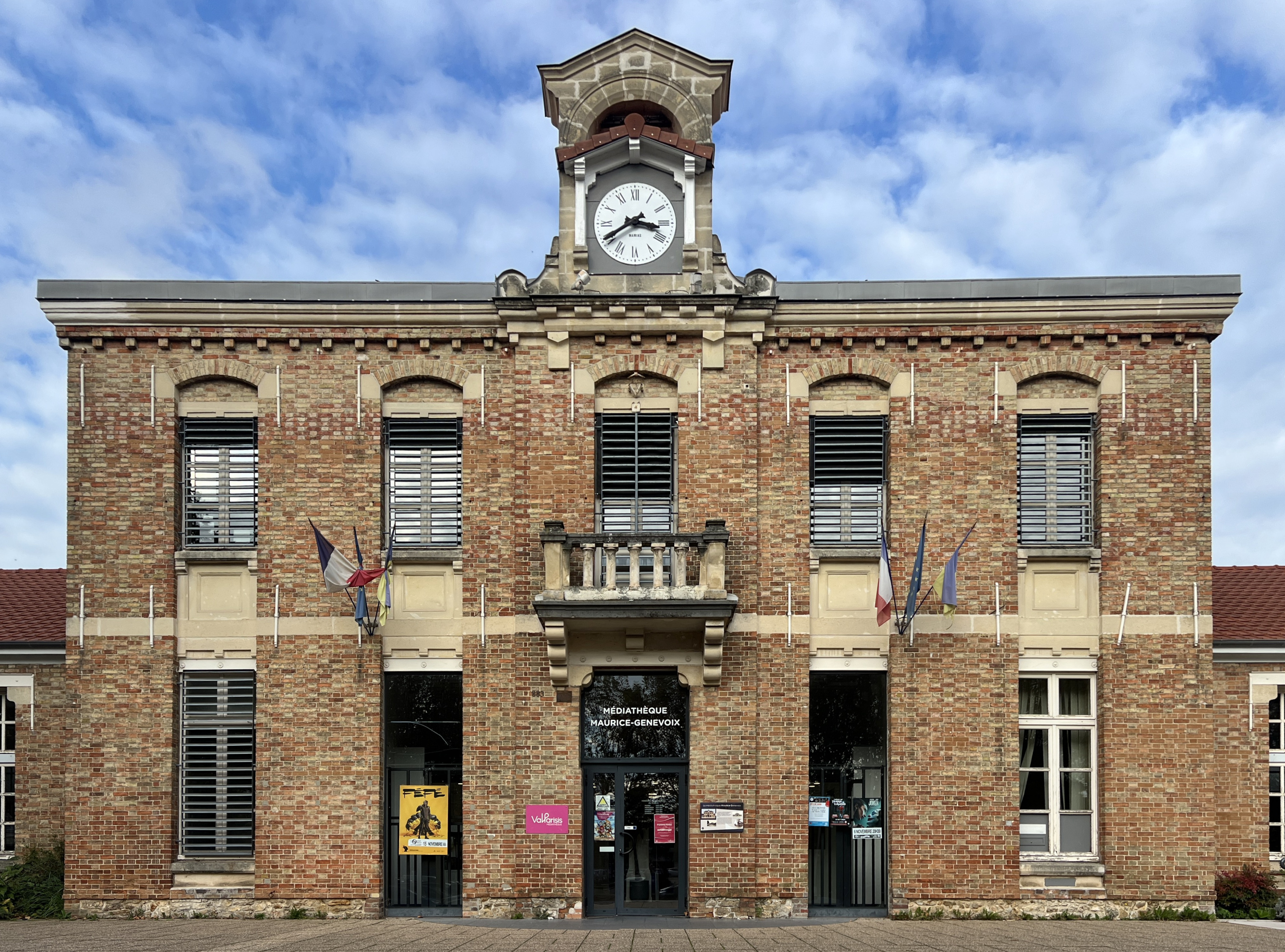
Bibliothèque Maurice-Genevoix.

La médiathèque Maurice-Genevoix est une des plus riches du Val-d'Oise. Elle possède en particulier un important fonds patrimonial qui fait sa spécificité (archives de la région, cartes anciennes, fonds généalogique).
Depuis le samedi 4 octobre 2008 Eaubonne dispose également d'un centre culturel nommé « l'Orange-Bleue* », d'après un poème de Paul Éluard. L'astérisque attachée au mot « bleue » est présente dans toute la communication écrite.

### Sports
Eaubonne est dotée de plusieurs installations sportives, parmi lesquelles :
- le CDFAS, lieu de formation (stages, pôles d'espoirs régionaux), mais aussi de réception de grands événements : championnats du monde Bonzini de baby-foot, meetings Femina, tournois de handball junior Pierre-Tiby… ;
- la piscine intercommunale des Bussys ;
- les stades Paul-Nicolas et Émile-Wildermuth ;
- le complexe sportif Suzanne-Lenglen (où s'est déroulé le Mondial Ping Tour 2013 de tennis de table) ;
- les gymnases du Bois-Jacques, du Luat (où se tient chaque année un tournoi de badminton du circuit Élite André-Guillier) et Georges-Hebert.

## Culture locale et patrimoine

### Lieux et monuments
Eaubonne compte quatre monuments historiques sur son territoire :
- L'hôtel de Mézières ou château Goguel, ancienne mairie, square de Mézières / avenue de l'Europe (inscrit puis classé monument historique par arrêté du 2 juin 1976[55])

Il fut édifié vers 1762. Quand le parc qui l'entourait fut loti à partir de 1913, il devint mairie du village par une délibération municipale du 31 janvier 1913, puis bibliothèque municipale et enfin lieu d'exposition.
- Le château de la Cour de Charles : deux pavillons de garde, rue du Docteur-Peyrot et rue Jules-Ferry (inscrits au titre des monuments historiques par arrêté du 11 juillet 1942[57])

Ils proviennent du château dit « de la cour de Charles », par allusion à Charles de Montmorency, et se situent en lisière du parc du château de Mézières. Attribués à l'architecte Claude Nicolas Ledoux, ils ont été réalisés au XVIIIe siècle.
- Le Petit-Château, rue Georges-V et 14 boulevard du Petit-Château (inscrit puis classé monument historique par arrêté du 27 juin 1967[58])

C'est le seul à Eaubonne que l'on peut attribuer avec certitude à l'architecte Claude-Nicolas Ledoux (1736-1806). Édifié de 1772 à 1776, seule sa façade subsiste de nos jours. Il abrite les locaux de la maison des associations.
- Le château de la Chesnaie, 1 rue Voltaire (classé monument historique par arrêté du 21 mars 1979[59])

Château de style Louis XV édifié en 1766. C'est dans une maison du parc de ce domaine, dit parc de la Grille Dorée, que résida Madame d'Houdetot en 1757 et où elle recevait Jean-Jacques Rousseau qui l'évoque dans Les Confessions. Ce pavillon fut détruit à la fin du XIXe siècle et le parc fut loti en 1903.

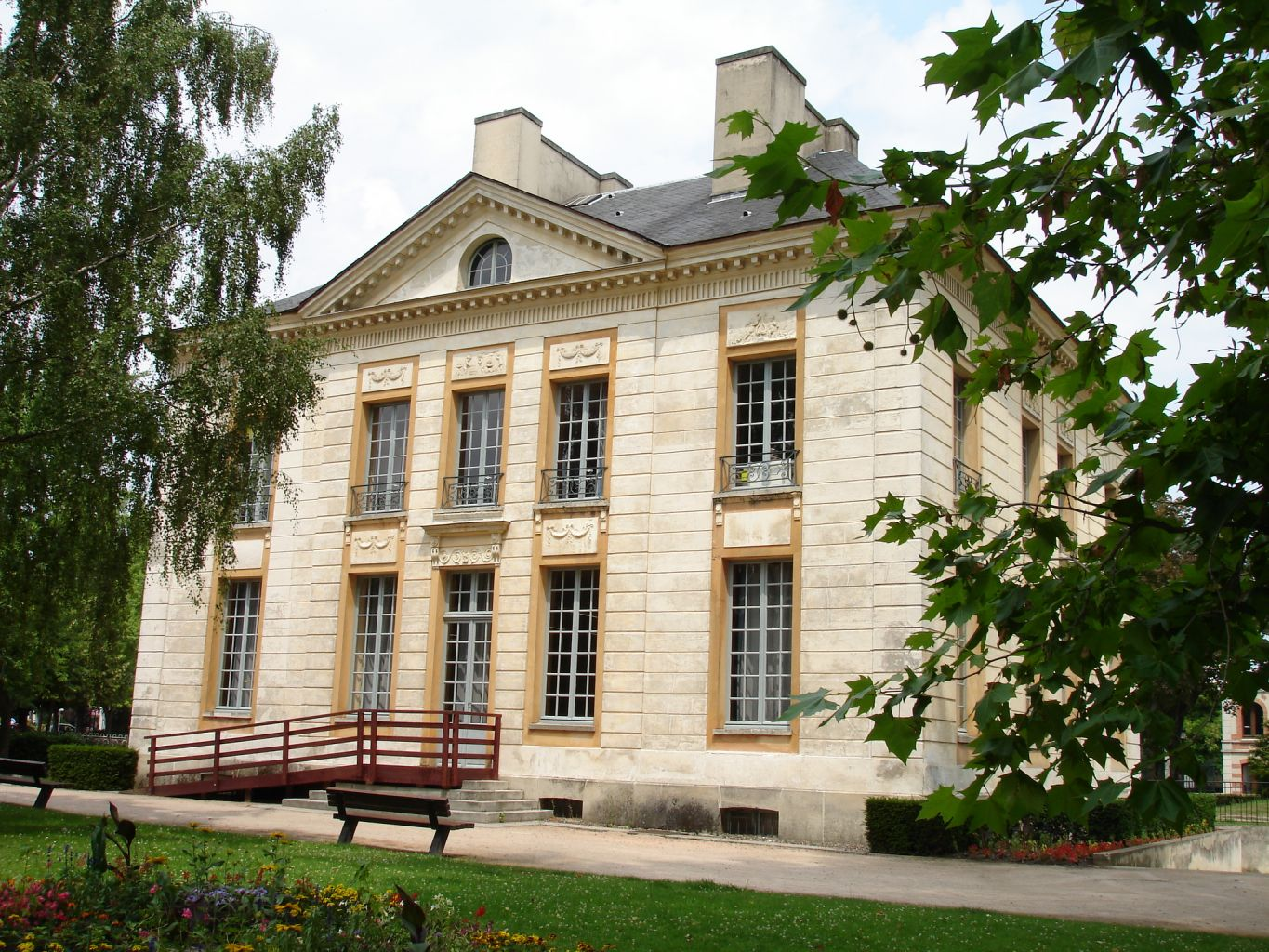
L'Hôtel de Mézières.
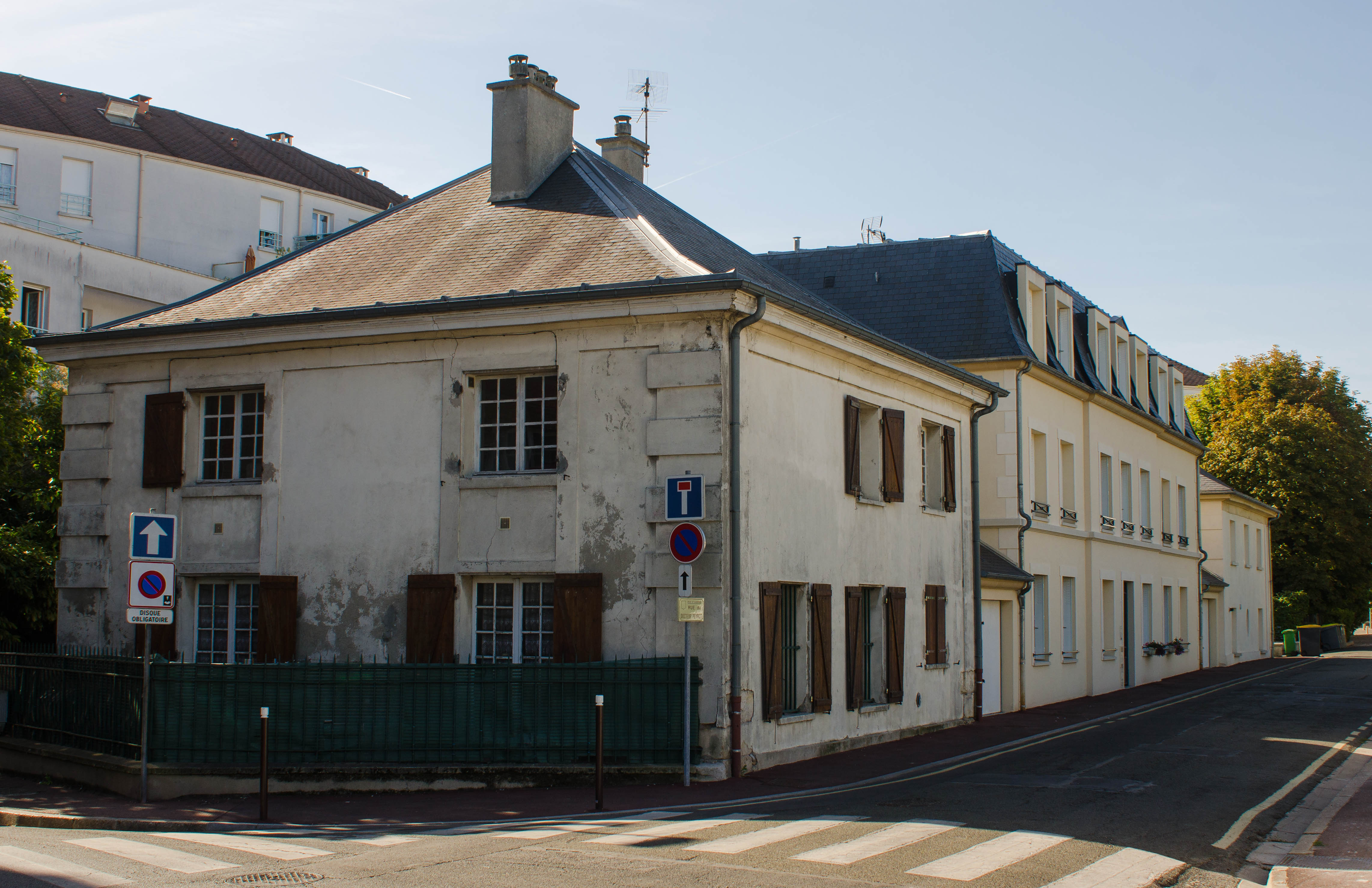
Pavillons de garde.
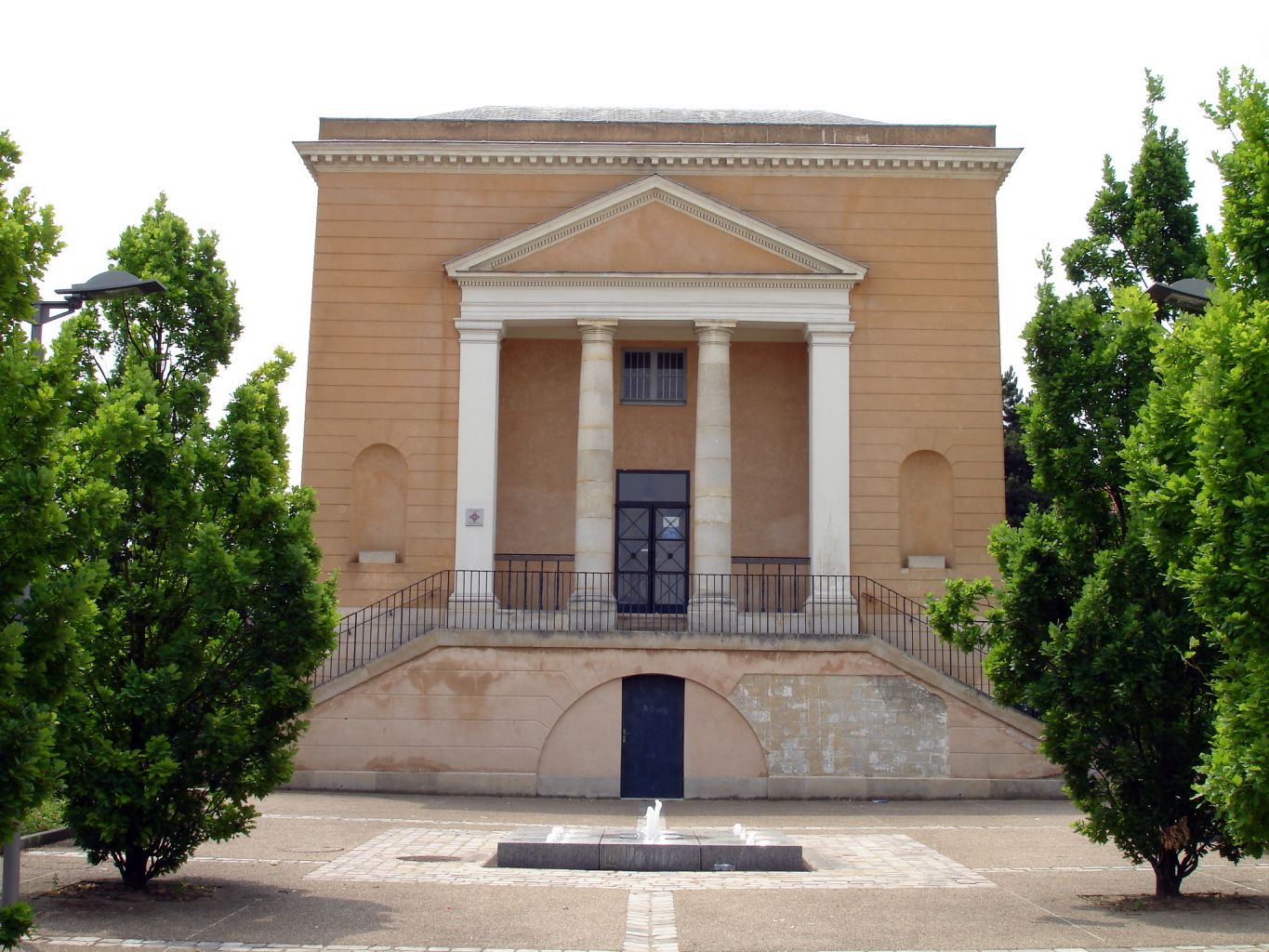
Petit-Château.
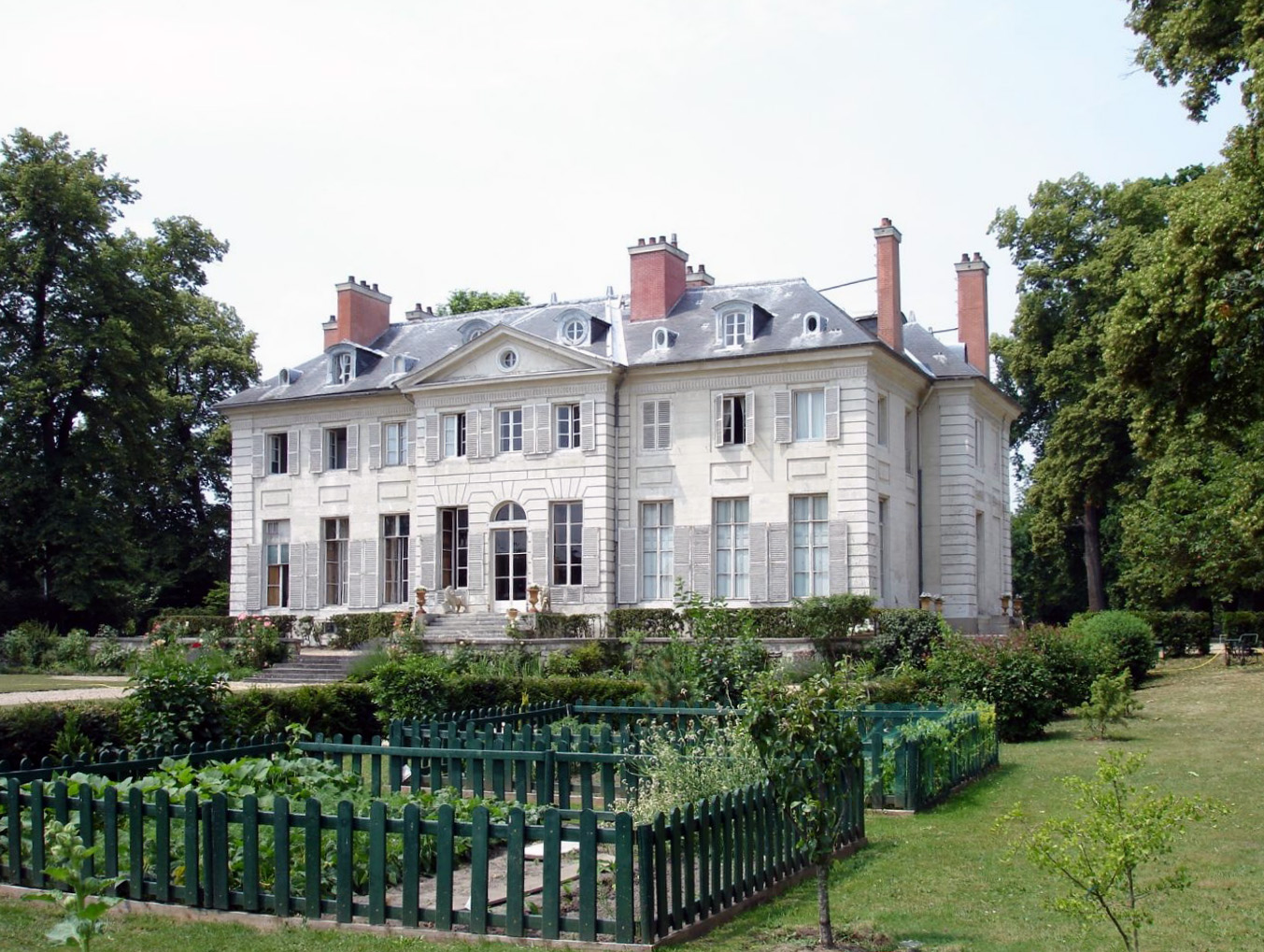
Château de la Chesnaie.

D'autres châteaux sont à voir à Eaubonne :
- Le château du Clos-de-l'Olive, rue Cristino-Gracia

Il tient son nom d'Henry de l'Olive, propriétaire de la terre au XVe siècle. Il fut édifié de 1767 à 1776. Son parc loti, le château resta longtemps à l'abandon avant d'être restauré en 1975. Il est devenu la Maison des arts de la commune.
- Le château des Cèdres, avenue de Paris

De style troubadour, il fut bâti sous la Restauration. Son parc fut également loti en 1911 sous forme de tombola. Il abrite de nos jours les services sociaux de la ville.
- Le château Philipson, 10 avenue de Soisy

Il reprend le plan du Petit-Château et a été édifié en 1846 pour un négociant parisien, alors que son nom renvoie à son dernier propriétaire, le préfet Gilbert Philipson (1908-1983), qui en fit don à la commune.
On peut également signaler :
- L'église Saint-Marie, rue Gabriel-Péri / rue Mermoz

C'est un édifice du XIIe siècle très remanié durant les siècles suivants et restauré en 1991. Elle inspira le peintre Maurice Utrillo,.
- L'église Notre-Dame-de-l'Assomption, rue de Matlock, datant des années 1970.
- La maison de Paul Éluard, 4 rue Hennocque : Vaste demeure du XIXe siècle de style classique qui a accueilli l'écrivain surréaliste ainsi que Max Ernst qui fut son hôte en 1923[56].
- HBM Jules-Ferry, rue Jules-Ferry / avenue de Budenheim

Construit en 1928 pour le compte de l'office HBM municipal. L'architecte Jean Mourre fait appel au béton armé et à la brique pour ce vaste immeuble d'angle de quatre étages, dont les façades sont scandées de légers décrochements et garnies de balcons au niveau du 4e étage. C'est un immeuble collectif caractéristique de l'entre-deux-guerres, agrandi par ailleurs pendant les années 1950 sur l'actuelle avenue de Budenheim.
- L'église du Sacré-Cœur, rue d'Estienne-d'Orves

Elle a été édifiée en 1933 pour faire face à l'augmentation du nombre de paroissiens. Derrière une façade moderne en béton, sa disposition intérieure référence à l'architecture sacrale traditionnelle, avec une nef voûté en berceau communiquant avec les bas-côtés par des arcades plein cintre, et un chœur en hémicycle.
- Le groupe scolaire Paul-Bert, rue Jean-Moulin / boulevard de la République / rue Édouard-Vaillant : Construit entre 1935 et 1938 sur les plans de l'architecte Jean Mourre et répond surtout à une exigence de fonctionnalité[56].
- La ville possédait un petit lavoir qui a été reconstitué dans les années 1990.

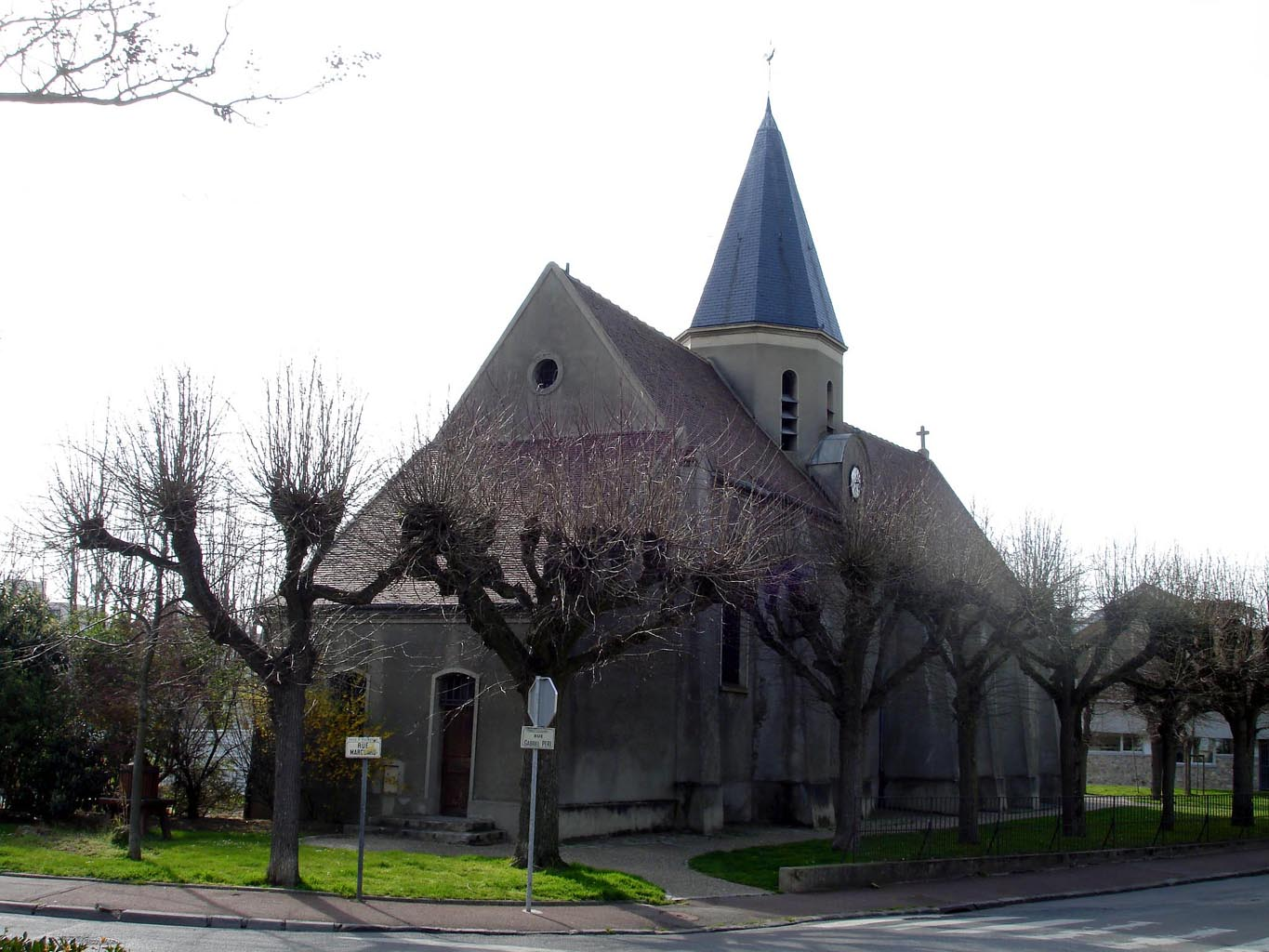
Église Sainte-Marie.
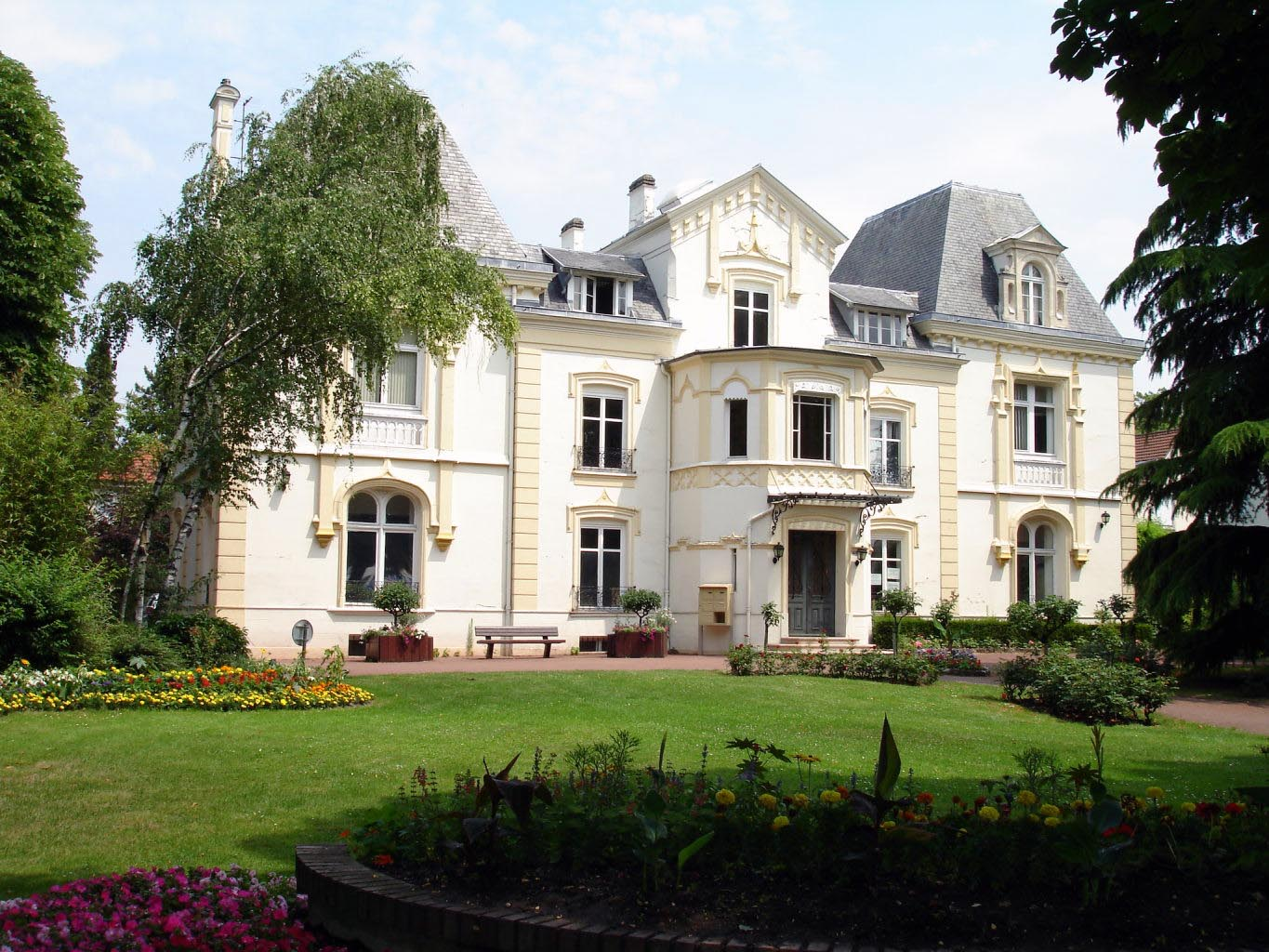
Château des Cèdres.
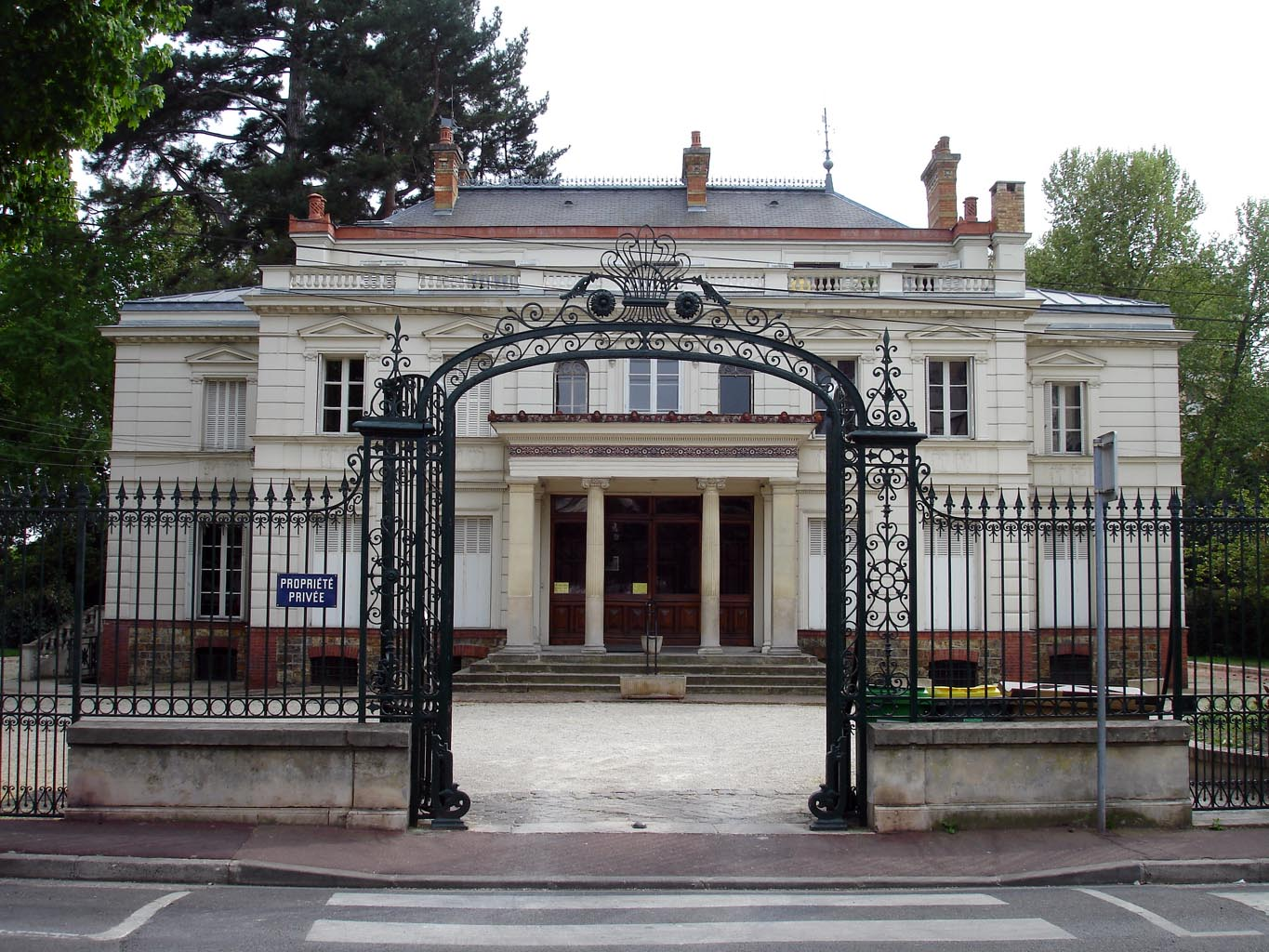
Château Philipson.
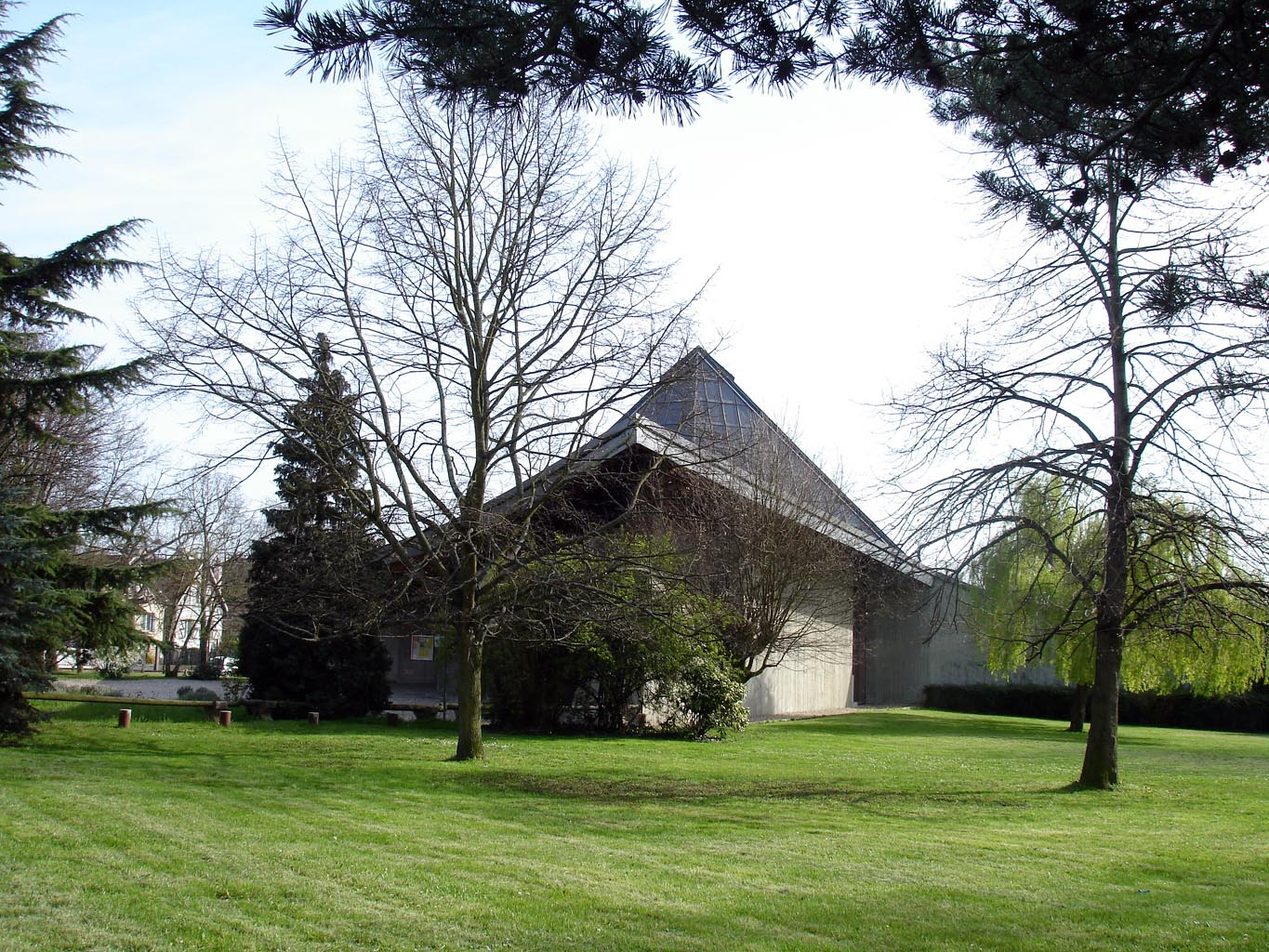
Église Notre-Dame.
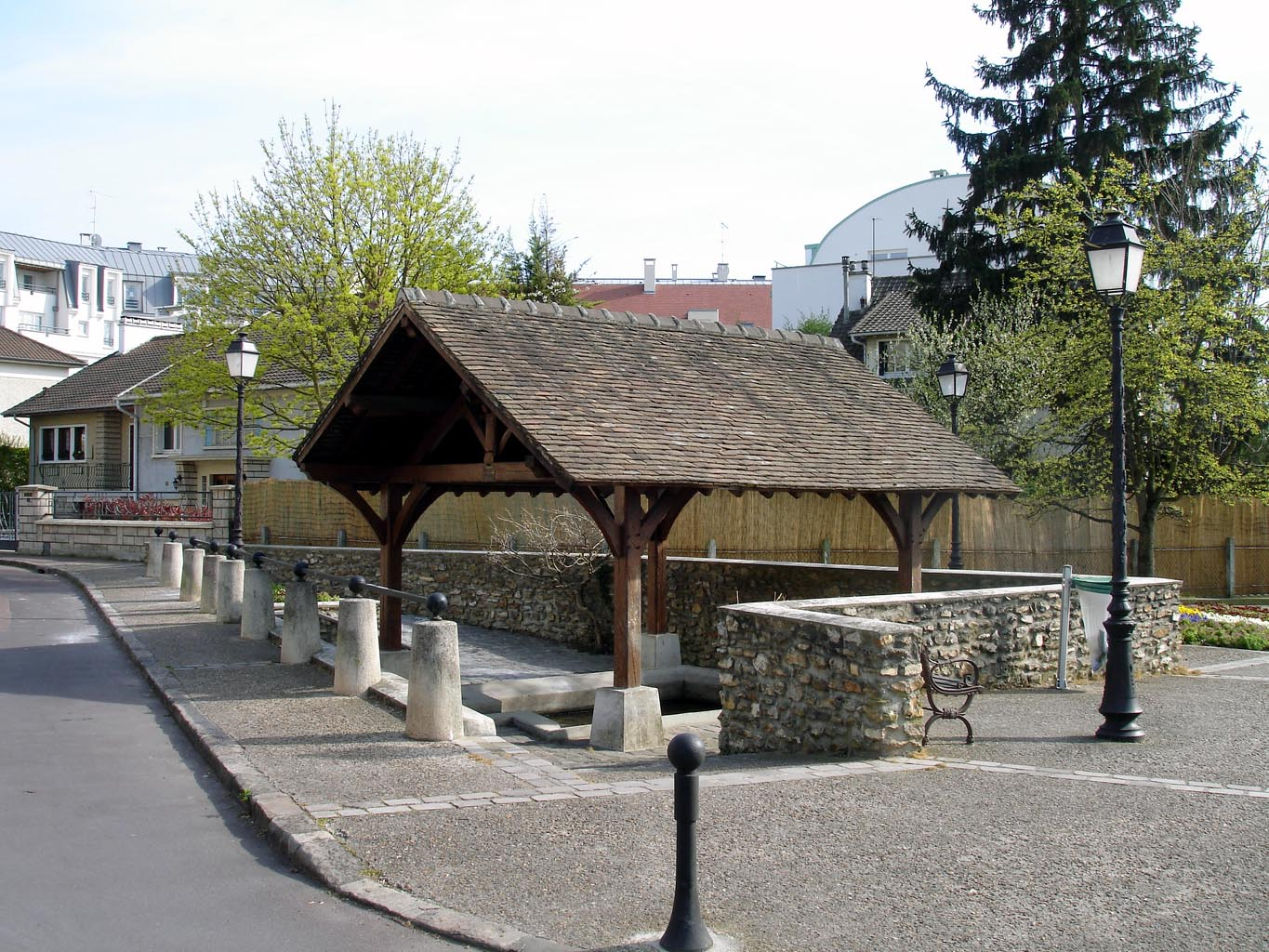
Lavoir reconstitué.

### Parcs et espaces verts

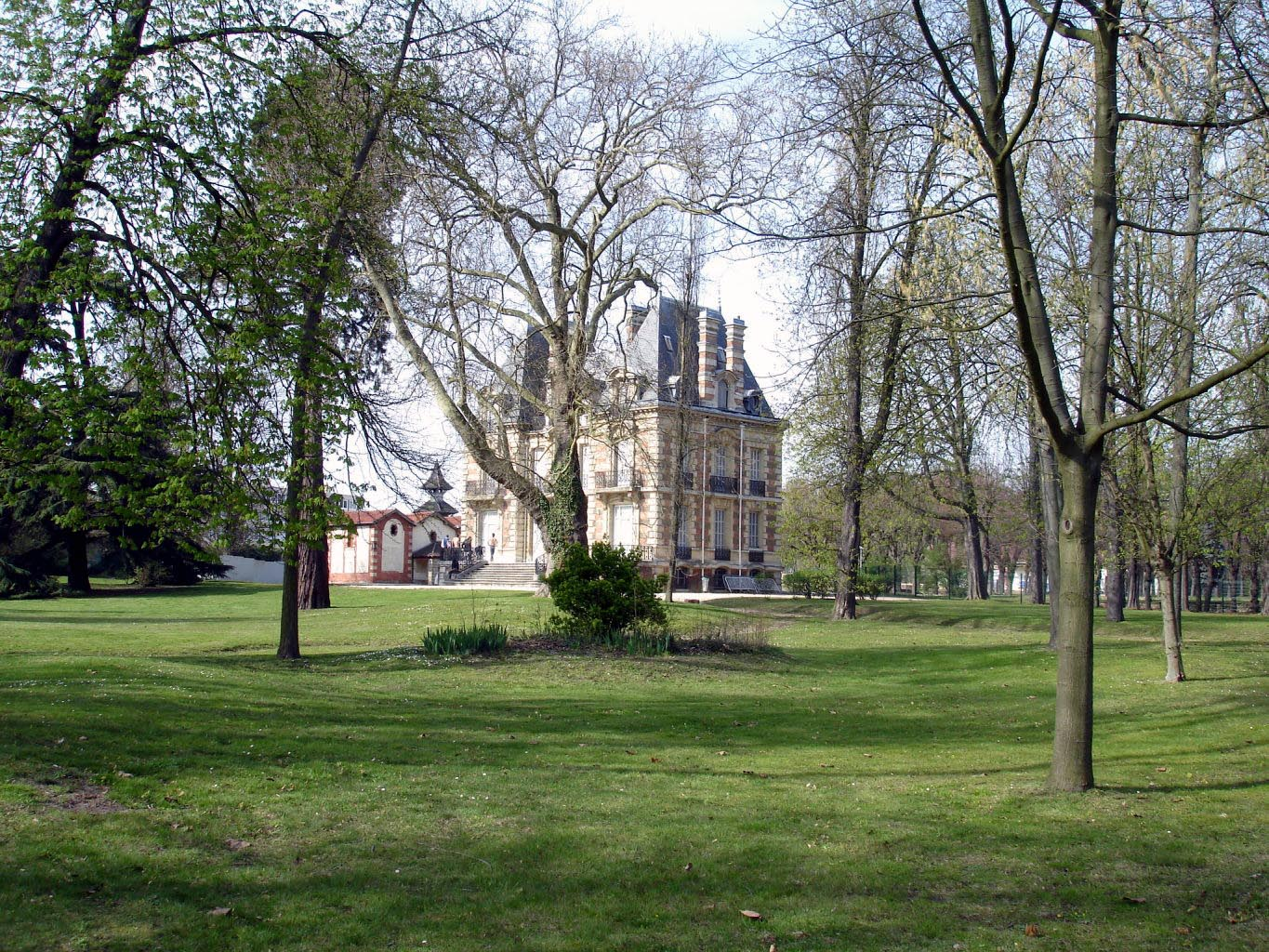
Parc du Val-Joli.

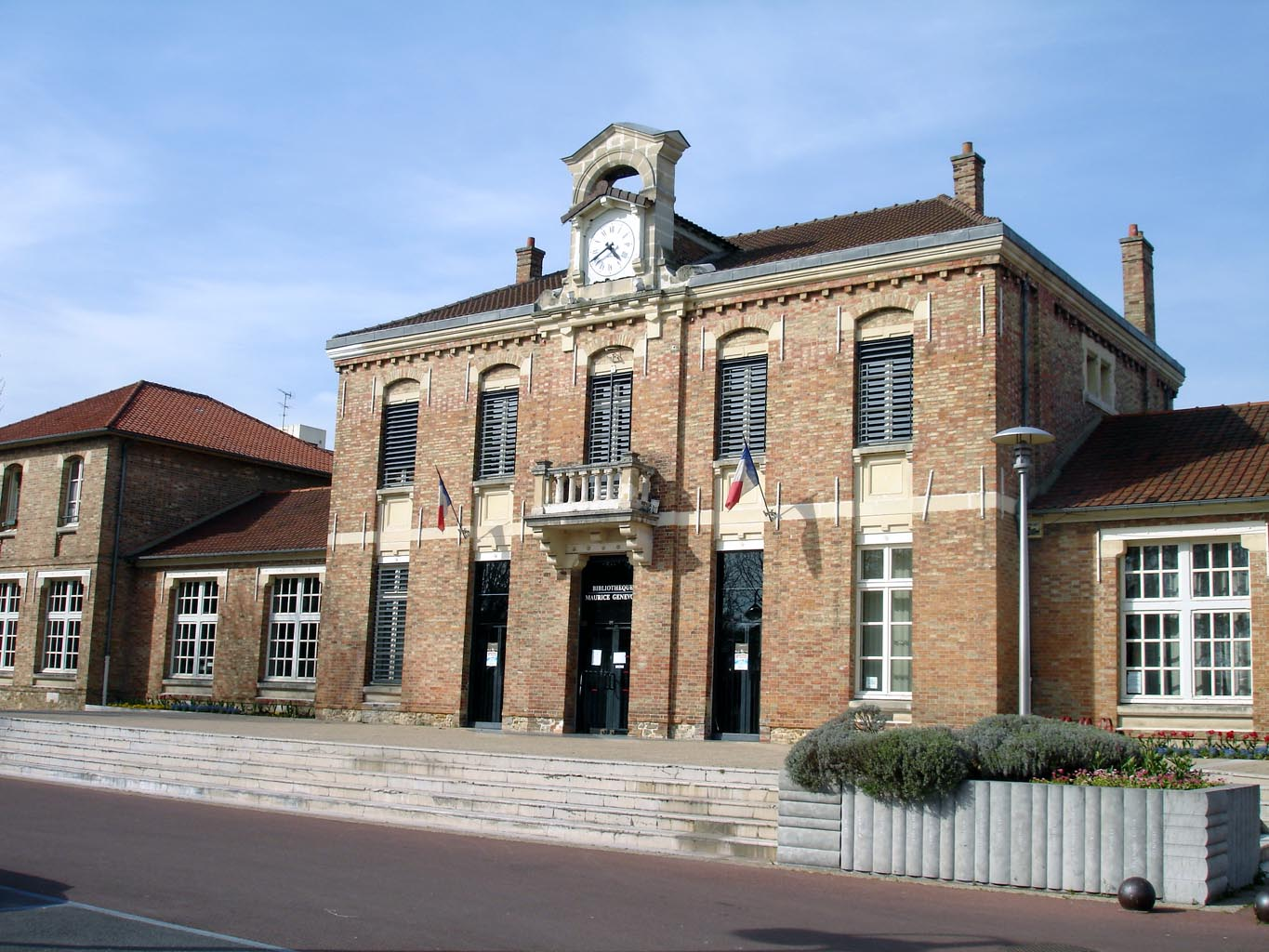
Bibliothèque Maurice-Genevoix.

- Le potager de la Chesnaie, boulevard de la Mairie, est entretenu par les jardiniers de la ville qui y cultivent divers légumes : citrouilles, coloquintes, poireaux, rhubarbes… (accès libre du 1er mars au 31 octobre de 8 h à 19 h et du 1er novembre au 28 février de 9 h à 17 h).
- Le parc du Val-Joli, route de Saint-Leu, a été acquis par la commune et est depuis ouvert au public. En limite de Margency, le bassin de retenue des Moulinets (rue des Moulinets) a été aménagé en petit parc, la pièce d'eau étant dotée de jets d'eau.

### Eaubonne dans les arts
Quelques films ou feuilletons ont été tournés à Eaubonne, dont l'un a rencontré un succès mondial. On peut citer :
- Le Fabuleux Destin d'Amélie Poulain (2001) de Jean-Pierre Jeunet avec Audrey Tautou et Mathieu Kassovitz ;
- Marie Humbert, le combat d'une mère (2006) de Marc Angelo avec Florence Pernel.

### Personnalités liées à la commune
- Alain Chamfort (1949-), chanteur compositeur, y a passé son enfance.
- Paul Éluard (1895-1952) y séjourna, d'abord avec son épouse Gala, dans une vaste demeure, au no 4 de la rue Hennocque, à partir de 1923. La même année, le peintre Max Ernst, qui arrive en France, y reçoit asile, et réalise des décorations murales dans les trois étages de la villa. La résidence, où sont organisées des rencontres du groupe surréaliste, est à cette époque le théâtre de séances de sommeil hypnotique et d'écriture automatique[63].
- Louis-Jérôme Gohier (1746-1830), ancien président du Directoire, fit l'acquisition du Petit-Château ainsi que quelques autres maisons à Eaubonne, où il meurt.
- Claude-Martin Goupy (v. 1720-1793), architecte parisien, acquit en 1769 le fief de Meaux et le château de la Chesnaie.
- Loris Gréaud (1979-), artiste plasticien, y est né.
- Alain Grée (1932-), illustrateur, y est né.
- Albert Huyot (1872-1968), fils de Jules Huyot, artiste peintre, y vécut avec son père aux no 48 (la villa Huyot) et 48bis (le "Chalet de l'artiste", que Jules Huyot fit construire pour son fils) de l'avenue George-V.
- Jules Huyot (1841-1921), graveur, maire d'Eaubonne, y est mort.
- Félix Pol Jobbé-Duval (1879-1961) artiste imagier et illustrateur espiègle considéré comme le précurseur de la BD, installé à Eaubonne en 1931 où il meurt le 30 juin 1961 à l'age de 82 ans. Fut conseiller municipal d'Eaubonne de 1947 à 1955.
- Sophie Lalive de Bellegarde (1730-1813), comtesse d'Houdetot y vécut dans une maison (disparue) du parc de la grille dorée et y reçut le poète Saint-Lambert et Jean-Jacques Rousseau qui s'éprit d'elle.
- Sébastien Lecornu (1986-), homme politique français né à Eaubonne.
- Adrian Mannarino (1988-), tennisman, a été licencié plusieurs années durant au CSM Eaubonne.
- Roger Mas (1924-2010), dessinateur de Pif le chien, y résida.
- Adrien Mattenet (1987-), pongiste, y est né.
- Camille Maurane (1911-2010), chanteur classique, y est mort.
- Dika Mem (1997-), handballeur français international, y est né.
- Antoine François Eugène Merlin (1778-1854), général des armées de la République et de l'Empire, y est mort.
- Michel Mourre (1928-1977), historien, y est né.
- Naïma Moutchou (1980 -), députée française, y a passé sa jeunesse.
- Jean-François de Saint-Lambert (1761-1803), militaire, philosophe, poète et académicien[64], y vécut.
- Roland Schmitt (1912-1954), international de football français, y est né.
- Albert Uderzo, (1927-2020), dessinateur d'Astérix, y résidait, chaussée Jules-César[65].
- Michel Zévaco (1869-1918), écrivain, y est mort.
- Yosoji (1990 -), rappeur, y est né.

### Héraldique
| Blason de Eaubonne | Blason  | D'or à la croix de gueules cantonnée de seize alérions d'azur ordonnés 2 et 2, au lambel d'argent brochant sur le tout. |
| Blason de Eaubonne | Détails | Le statut officiel du blason reste à déterminer.                                                                        |